# Harbury
Harbury is een civil parish in het bestuurlijke gebied Stratford-on-Avon, in het Engelse graafschap Warwickshire met 2420 inwoners.

## Geboren
- Jordan King (26 februari 1994), autocoureur